# Eunephrops manningi
Eunephrops manningi är en kräftdjursart som beskrevs av Lipke Bijdeley Holthuis 1974. Eunephrops manningi ingår i släktet Eunephrops och familjen humrar. IUCN kategoriserar arten globalt som otillräckligt studerad. Inga underarter finns listade i Catalogue of Life.